# Airco DH.10 Amiens
Die Airco DH.10 Amiens ist ein zweimotoriger britischer Doppeldecker.

## Geschichte
1916 entwarf Geoffrey de Havilland seinen ersten zweimotorigen Bomber, die Airco DH.3. Die beiden Prototypen kamen jedoch nie über das Erprobungsstadium hinaus und wurden schließlich 1917 verschrottet. De Havilland überarbeitete das Konzept jedoch. Als stärkere Motoren zur Verfügung standen, entwickelte er die DH.10. Das Konzept ging auf und das britische Militär bestellte insgesamt 1290 Stück. Es wurden jedoch nur 266 gebaut, da der Krieg zu Ende ging. Bis 1927 blieben die Flugzeuge im aktiven Dienst.
Jeweils eine Maschine wurde in Großbritannien von Aircraft Transport & Travel und in den USA vom US Post Office für Luftpostdienste eingesetzt.

## Prototypen
- Amiens I hatte zwei Sechszylinder-Reihenmotoren Siddeley Puma zu je 230 PS (171 kW) und Druckpropellern.
- Amiens II hatte zwei Zwölfzylinder-V-Motoren Rolls-Royce Eagle III mit 360 PS (298 kW) und konventionelle Zugpropeller.
- Amiens III war das spätere Serienmodell mit zwei V12-Motoren vom Typ Packard-Liberty mit je 400 PS (313 kW) und ebenfalls mit Zugpropellern.

## Militärische Nutzung
Vereinigtes Königreich
- Royal Air Force

## Technische Daten
| Kenngröße             | Daten |
| --------------------- | --- |
| Besatzung             | 3 |
| Länge                 | 12,08 m |
| Spannweite            | 19,96 m |
| Höhe                  | 4,02 m |
| Startmasse            | 4082 kg |
| Höchstgeschwindigkeit | 180 km/h |
| Dienstgipfelhöhe      | 5030 m |
| Flugdauer             | 5:45 h |
| Triebwerke            | zwei Zwölfzylinder-V-Motoren Packard-Liberty mit je 400 PS (313 kW)                                                  |
| Bewaffnung            | je ein oder zwei 7,7-mm-Lewis-MG auf Drehkränzen im Bug- und Heckstand, externe Halterungen für bis zu 408 kg Bomben |